# Équipe des Îles Cook de football
Vous lisez un « bon article » labellisé en 2014.
Cet article traite de l'équipe masculine. Pour l'équipe féminine, voir Équipe des îles Cook féminine de football.
L'équipe des Îles Cook de football est constituée par une sélection des meilleurs joueurs cookiens sous l'égide de la Fédération des îles Cook de football. Surnommée Soka Kuki Airani ou The Green and Whites, elle représente le pays lors des compétitions continentales et internationales.
L'équipe nationale dispute la première rencontre de son histoire le 2 septembre 1971 face à Tahiti, match perdu sur le score de trente buts à zéro, la plus lourde défaite de la sélection. Affiliée à la FIFA en 1994, la sélection cookienne dispute ses premières qualifications à une phase finale de Coupe du monde en 1998. Elle joue, à cette occasion, sa première rencontre sous l'égide de la FIFA, le 11 septembre 1996 face aux Tonga, une défaite deux buts à zéro.
Plus petit pays affilié à la FIFA par sa population avec à peine 20 000 habitants, la sélection a terminé l'année 2015 au 167e rang mondial du classement FIFA. Elle dispute ses rencontres à domicile au BCI Stadium d'une capacité de 3 000 places. L'équipe est dirigée depuis décembre 2023 par le néo-zélandais Jess Ibrom.

## Histoire

### Création de l'équipe et premières compétitions
Le football est introduit sur les îles Cook au début du XXe siècle, des rencontres opposent les indigènes aux marins de passage sur l'île de Rarotonga,. En 1950, un premier championnat est mis en place mais une seule édition est organisée. Il faut attendre 1971 et la création de la fédération nationale pour qu'un championnat se mette en place et que l'équipe nationale soit créée. Celle-ci fait ses débuts en compétition lors de jeux du Pacifique Sud, en septembre 1971. Placée dans le groupe A, elle connaît, lors de sa première rencontre, le 2 septembre, la plus lourde défaite de son histoire en s'inclinant face à Tahiti sur le score de trente buts à zéro. Dans son second match de groupe, elle perd ensuite seize buts à un face à la Papouasie-Nouvelle-Guinée puis, quinze buts à un face aux Fidji, dans le match pour la cinquième place.
Après ces jeux, la sélection ne dispute aucune rencontre jusqu'en 1985 et sa participation aux mini-jeux du Pacifique Sud organisés à domicile. Elle connaît également lors de cette compétition de lourdes défaites, six buts à un face aux Samoa, douze buts à zéro face à la Nouvelle-Calédonie et abandonne la rencontre face aux Fidji alors qu'elle est menée 16 buts à zéro.

### Adhésion à la FIFA et confrontations internationales
En 1994, la Fédération des îles Cook devient membre de la FIFA, à l'initiative du Président de la Confédération du football d'Océanie Charles Dempsey. Après dix ans sans jouer, la sélection nationale retrouve les terrains en août 1995 pour les Jeux du Pacifique Sud. L'équipe nationale connaît là aussi de lourdes défaites dont une sur le score de seize buts à zéro face aux îles Salomon. Elle remporte cependant, lors de ces jeux, la première victoire de son histoire en battant sur le score de deux buts à un Wallis-et-Futuna. L'année suivante, les îles Cook disputent leurs premiers éliminatoires de Coupe du monde. Dirigée par l'entraîneur-joueur Alex Napa, l'équipe s'incline face aux Tonga puis face aux Samoa et termine dernière du groupe de qualification polynésien.
Après deux ans sans compétition, la sélection dispute, en septembre 1998, la Coupe de Polynésie, compétition qualificative pour la Coupe d'Océanie, organisée à domicile. L'équipe enregistre deux succès face aux Samoa et aux Samoa américaines, partage les points avec les Tonga puis s'incline face à Tahiti. Elle termine la compétition à la deuxième place et se qualifie ainsi pour la compétition continentale. Pour leurs débuts dans cette compétition, les îles Cook sont battues lourdement par l'Australie, seize buts à zéro, malgré l'absence chez les Socceroos des joueurs évoluant en Europe. Pour son second match du groupe 1, la sélection s'incline trois buts à zéro face aux Fidji.
La sélection cookienne ne retrouve les terrains qu'en juin 2000 pour la Coupe de Polynésie. Elle termine de nouveau deuxième de la compétition derrière Tahiti avec trois victoires face aux Samoa, aux Samoa américaines et aux Tonga. Les îles Cook se qualifient ainsi pour leur deuxième Coupe d'Océanie consécutive. Comme pour l'édition précédente, les Cookiens disputent la première rencontre de la compétition contre les Australiens. Ils sont de nouveau lourdement battus, cette fois-ci sur le score de dix-sept buts à zéro malgré les exploits dans les buts du gardien Tony Jamieson qui est élu homme du match. Dans le deuxième match du groupe, face aux Salomon, les Cookiens s'inclinent cinq buts à un, leur premier but dans la compétition étant inscrit par le milieu de terrain Daniel Shepherd. À la suite de leurs victoires en Coupe de Polynésie, les îles Cook connaissent alors leur meilleur classement FIFA en atteignant la 169e place mondiale.
L'année suivante, les îles Cook ne confirment pas leurs victoires précédentes lors des éliminatoires de la Coupe du monde 2002. Engagée dans le groupe 2 de qualification d'Océanie, la sélection termine la compétition sans aucune victoire avec vingt-cinq buts encaissés pour deux seulement inscrits. Elle ouvre cependant le score face aux Salomon lors du premier match, puis revient un but partout contre le Vanuatu avant de s'incliner. Elle n'est également battue que deux buts à zéro contre le favori du groupe la Nouvelle-Zélande. L'équipe reste ensuite trois ans sans disputer aucune rencontre.
Pour se préparer à disputer les éliminatoires de la Coupe du monde 2006, la sélection dispute, en mai 2004, une rencontre amicale face aux Samoa. Les deux équipes se séparent sur un match nul sans but. Dans le tournoi qualificatif pour la Coupe du monde disputé aux îles Salomon, les Cookiens quittent la compétition sans aucune victoire, la plus lourde défaite encaissée étant un huit buts à zéro face à la Nouvelle-Calédonie. Les îles Cook restent alors de nouveau trois ans sans jouer aucun match avant de jouer, en août et septembre 2007, les Jeux du Pacifique Sud qui comptent également pour les éliminatoires de la Coupe du monde 2010. La sélection termine quatrième du groupe A avec trois défaites face aux Fidji, à la Nouvelle-Calédonie et à Tahiti et une victoire, sa première depuis 2000, face aux Tuvalu, sur le score de quatre buts à un.
Après une rencontre de préparation face au club néo-zélandais du Waitakere United, perdue sur le score de huit buts à un, la sélection, dirigée par l'ancien international néo-zélandais Maurice Tillotson dispute en septembre 2011 les Jeux du Pacifique. L'équipe s'incline lors de ses rencontres de groupe face à la Papouasie-Nouvelle-Guinée, à Tahiti et aux Fidji mais l'emporte trois buts à zéro sur les Kiribati. La sélection dispute ensuite, en novembre, sous les ordres d'un autre ancien international néo-zélandais Shane Rufer les éliminatoires pour la Coupe du monde 2014. Après une défaite trois buts à deux lors du premier match face aux Samoa, elle réalise le match nul un but partout face aux Samoa américaines avant d'être de nouveau battu par les Tonga et d'être ainsi éliminée de la compétition.
C'est avec un nouveau sélectionneur, le Gallois Drew Sherman, que l'équipe débute les éliminatoires de la Coupe du monde 2018 comptant également pour la Coupe d'Océanie. L'équipe connaît ses deux premiers succès dans la compétition en battant les Tonga trois buts à zéro, grâce à un triplé de Taylor Saghabi puis, en battant sur le score d'un but à zéro, encore inscrit par Saghabi, les Samoa. Battus deux buts à zéro par les Samoa américaines, la sélection termine finalement troisième du tournoi de qualification.

## Tenues, emblèmes et symboles
La sélection porte sur ses tenues l'emblème de la Fédération des îles Cook de football. Elle évolue à domicile en maillot vert, short vert et bas verts ou blancs. La tenue extérieure est à dominance blanche. Le vert représente, dans la culture des îles Cook, la couleur de la vie et de la croissance éternelle. Cette couleur est également prédominante sur le drapeau des Îles Cook en vigueur de 1973 à 1979.
Équipée par l'allemand Adidas en 1996, la sélection alterne depuis cette date entre l'équipementier allemand et l'Italien Lotto qui habille l'équipe lors des éliminatoires de la Coupe du monde 2014.

## Composition

### Joueurs

#### Provenance des joueurs
Depuis sa création, la sélection cookienne est majoritairement constituée de joueurs évoluant au sein du championnat des îles Cook. Dans un pays dominé par le rugby à XV et à XIII, le nombre de joueurs sélectionnables est faible avec seulement 1 800 joueurs licenciés toutes catégories d'âge confondues et un championnat national ne comprenant que sept équipes. L'équipe est d'ailleurs, à ses débuts, composée de nombreux rugbymen qui jouent au football lors de l'arrêt des saisons de rugby. L'apport de joueurs évoluant à l'étranger comprend surtout des joueurs nés ou évoluant en Nouvelle-Zélande.

#### Joueurs importants
Le gardien de but Tony Jamieson, né en 1974 en Nouvelle-Zélande, débute en sélection en 2000 face à l'Australie. Homme du match malgré les dix-sept buts encaissés, il compte vingt sélections en équipe nationale et dispute quatorze rencontres des éliminatoires de la Coupe du monde.

#### Sélection actuelle
Voici les derniers joueurs sélectionnés lors de la rencontre face aux Îles Salomon, disputée le 17 mars 2022, comptant pour les éliminatoires de la Coupe du monde 2022.

#### Appelés récemment
Les joueurs suivants ne font pas partie du dernier groupe appelé mais ont été retenus en équipe nationale lors des 12 derniers mois.
| Pos. | Nom | Date de Naissance | Sél. | Buts | Club (au moment de leur dernière convocation) | Dernier appel |
| ---- | --- | ----------------- | ---- | ---- | --------------------------------------------- | ------------- |

### Sélectionneurs
| #  | Sélectionneur       | Pays | Période                        | Durée                     | M | V | N | D | % V | Palmarès |
| -- | ------------------- | ---- | ------------------------------ | ------------------------- | - | - | - | - | --- | -------- |
| 1  | Alex Napa           |      | 1996 - 1998                    | 2 ans                     | - | - | - | - | -   | —        |
| 2  | Alan Taylor         |      | 2000 - 2001                    | 1 an                      | - | - | - | - | -   | —        |
| 3  | Luigi McKeown       |      | 2001 - 2004                    | 3 ans                     | - | - | - | - | -   | —        |
| 4  | Tim Jerks           |      | 2004 - 2010                    | 6 ans                     | - | - | - | - | -   | —        |
| 5  | Shane Rufer         |      | 2011                           | moins d’un an             | - | - | - | - | -   | —        |
| 6  | Paul Farrell-Turepu |      | 2011 - 2014                    | 3 ans                     | - | - | - | - | -   | —        |
| 7  | Drew Sherman        |      | 2015 - 2017                    | 2 ans                     | - | - | - | - | -   | —        |
| 8  | Kevin Fallon        |      | 5 septembre 2018 - 2 mars 2022 | 3 ans, 5 mois et 25 jours | - | - | - | - | -   | —        |
| 9  | Alan Taylor         |      | 2 mars 2022 - 19 décembre 2023 | 1 an, 9 mois et 17 jours  | - | - | - | - | -   | —        |
| 10 | Jess Ibrom          |      | 19 décembre 2023               | 1 an, 7 mois et 18 jours  | - | - | - | - | -   | —        |

Le premier sélectionneur connu est le Cookien Alex Napa, également joueur au sein de l'équipe. Il dirige l'équipe lors des éliminatoires de la Coupe du monde 1998 et lors de la Coupe d'Océanie 1998.
En 2000, la Fédération recrute l'ancien international et entraîneur néo-zélandais Maurice Tillotson pour prendre en charge l'ensemble des équipes masculines et féminines des îles Cook et pour développer le football sur l'île. La sélection masculine est alors dirigée par un autre Néo-Zélandais, Alan Taylor, ancien joueur du Papatoetoe AFC, et vivant sur l'île de Rarotonga depuis 1994. Il mène l'équipe jusqu'aux qualifications de la Coupe du monde 2006.
De mars à mai 2004, l'Australien Tim Jerks, ancien sélectionneur des Tuvalu, prend en charge la sélection pour les éliminatoires de la Coupe du monde 2006. Il signe ensuite en janvier 2006 un contrat avec la Fédération pour diriger l'ensemble des équipes nationales des îles Cook. Il déclare en 2007 au sujet de sa philosophie de jeu avec les petites sélections : « Nous échangeons beaucoup, pour construire un état d'esprit et essayer de comprendre la culture du jeu. Même si nous concédons une défaite ou un nul, les joueurs doivent en tirer quelque chose ». Le gardien de but Tony Jamieson dit à son propos qu'« il est tout simplement le meilleur entraîneur que les îles Cook aient jamais eu. Toute l'équipe est d'accord là-dessus. Il est organisé, professionnel, et a su tirer très bon parti de ressources limitées. Si les gars se mettent minables sur le terrain, c'est autant pour lui que pour leur pays ». Il dirige l'équipe nationale jusqu'en 2009.
Pour les Jeux du Pacifique 2011, c'est Maurice Tillotson qui est chargé de l'équipe. Après cette compétition, la Fédération des îles Cook de football nomme l'ancien international néo-zélandais Shane Rufer, frère du meilleur joueur océanien du XXe siècle pour l'IFFHS Wynton Rufer, pour diriger l'équipe lors des éliminatoires pour la Coupe du monde 2014. Il est remplacé pour les deux dernières rencontres du tournoi qualificatif par le Cookien Paul Farrell-Turepu ; entraîneur des gardiens de but de l'équipe nationale. En mars 2015, un nouveau directeur technique national, chargé également de la sélection, est nommé, le Gallois Drew Sherman. Ancien joueur de Swansea City AFC, il entraînait auparavant des équipes jeunes en Angleterre.
Alan Taylor reprend les rênes de la sélection en mars 2022.

## Infrastructures
L'équipe nationale dispute ses rencontres au BCI Stadium, nouveau nom du Tereora National Stadium, stade d'une capacité de 3 000 places situé à Avarua. Construit en 1985 pour les mini-jeux du Sud Pacifique disputés sur l'île de Rarotonga, c'est le principal équipement sportif des îles Cook. Il est utilisé également pour les compétitions d'athlétisme et les autres sports collectifs.
Rénové en 2009 pour les mini-jeux du Sud Pacifique 2009, il prend le nom de BCI stadium à la suite d'un partenariat avec la Bank of the Cook Islands. Le stade accueille en 2014 les championnats d'Océanie d'athlétisme.

## Résultats

### Palmarès
Le tableau suivant résume le palmarès de la sélection cookienne en compétitions officielles. Il se compose de deux places de finaliste lors de la Coupe de Polynésie.
| Coupe d'Océanie                                                       | Coupe de Polynésie                                                   |
| --------------------------------------------------------------------- | -------------------------------------------------------------------- |
| - Coupe d'Océanie (2 participations) : - Premier tour en 1998 et 2000 | - Coupe de Polynésie (2 participations) : - Finaliste : 1998 et 2000 |

### Parcours en Coupe du monde
La Coupe du monde de football de 1998 est la première édition de la compétition à laquelle est inscrite la sélection cookienne. Celle-ci dispute le 11 novembre 1996 face aux Tonga sa première rencontre de qualification à une Coupe du monde. Engagée à cinq reprises dans les éliminatoires de la compétition, elle ne s'est jamais qualifiée pour une phase finale de la compétition.
| Année | Position     |      | Année         | Position |               | Année | Position |
| 1930  | Non inscrite | 1974 | Non inscrite  | 2010     | Non qualifiée |       |          |
| 1934  | Non inscrite | 1978 | Non inscrite  | 2014     | Non qualifiée |       |          |
| 1938  | Non inscrite | 1982 | Non inscrite  | 2018     | Non qualifiée |       |          |
| 1950  | Non inscrite | 1986 | Non inscrite  | 2022     | Forfait       |       |          |
| 1954  | Non inscrite | 1990 | Non inscrite  | 2026     | Non qualifiée |       |          |
| 1958  | Non inscrite | 1994 | Non inscrite  | 2030     | À venir       |       |          |
| 1962  | Non inscrite | 1998 | Non qualifiée | 2034     | À venir       |       |          |
| 1966  | Non inscrite | 2002 | Non qualifiée |          |               |       |          |
| 1970  | Non inscrite | 2006 | Non qualifiée |          |               |       |          |

### Parcours en Coupe d'Océanie
La Coupe d'Océanie est créée en 1973. Après une seconde édition en 1980, elle disparaît jusqu'en 1996 où elle est recréée sur un rythme bisannuel, servant de qualification pour la Coupe des confédérations. Les îles Cook ont disputé à deux reprises la phase finale de la compétition.
| Année | Position    |      | Année             | Position |                   | Année | Position |
| 1973  | Non inscrit | 2000 | 1er tour          | 2012     | Tour préliminaire |       |          |
| 1980  | Non inscrit | 2002 | Forfait           | 2016     | Tour préliminaire |       |          |
| 1996  | Non inscrit | 2004 | Tour préliminaire | 2020     | Annulée           |       |          |
| 1998  | 1er tour    | 2008 | Tour préliminaire | 2024     | Tour préliminaire |       |          |

## Statistiques

### Nations rencontrées
De par leur faible niveau, leur création récente et leur insularité, les îles Cook n'ont rencontré que des sélections de la Confédération du football d'Océanie depuis la création de l'équipe nationale en 1971. La sélection a connu sa plus lourde défaite, trente buts à zéro, face à Tahiti en 1971, celle contre l'Australie, dix-sept buts à zéro, étant la défaite la plus importante depuis l'adhésion à la FIFA. Ses plus grands succès sont des victoires face aux Samoa américaines, trois buts à zéro en 2000, aux Tuvalu, quatre buts à un en 2007, aux Kiribati, trois buts à zéro en 2011, et aux Tonga en 2015.

### Classement FIFA
Les îles Cook ont connu leur meilleur classement FIFA en août 2000 en atteignant la 169e place. Leur plus mauvais classement est une 206e place en juillet 2014.
Les rencontres contre les Tuvalu, les Kiribati ainsi que celles jouées face à Wallis-et-Futuna ne sont cependant pas considérées comme des matchs internationaux officiels, ces sélections n'étant pas affiliées à la FIFA.
| Année                 | 1996 | 1997 | 1998 | 1999 | 2000 | 2001 | 2002 | 2003 | 2004 | 2005 | 2006 | 2007 | 2008 | 2009 |
| --------------------- | ---- | ---- | ---- | ---- | ---- | ---- | ---- | ---- | ---- | ---- | ---- | ---- | ---- | ---- |
| Classement mondial    | 188  | 192  | 173  | 182  | 170  | 179  | 182  | 190  | 190  | 194  | 197  | 200  | 201  | 184  |
| Classement en Océanie | 10   | 10   | 9    | 8    | 7    | 9    | 10   | 10   | 11   | 11   | 10   | 10   | 9    | 7    |

| Année                 | 2010 | 2011 | 2012 | 2013 | 2014 | 2015 | 2016 | 2017 | 2018 | 2019 | 2020 | 2021 | 2022 |
| --------------------- | ---- | ---- | ---- | ---- | ---- | ---- | ---- | ---- | ---- | ---- | ---- | ---- | ---- |
| Classement mondial    | 188  | 195  | 201  | 205  | 206  | 167  | 191  | 194  | 190  | -    | -    | -    | 189  |
| Classement en Océanie | 8    | 11   | 11   | 11   | 11   | 4    | 9    | 9    | 8    | -    | -    | -    | 9    |

| Légende du classement mondial : Légende du classement océanien : | - de 1 à 99 - de 1 à 3 | - de 100 à 149 - de 4 à 6 | - de 150 à 209 - de 7 à 11 |